# الاتحاد العالمي البريطاني الإسرائيلي
الاتحاد العالمي البريطاني الإسرائيلي: هو منظمة في لندن في 3 يوليو 1919 تروج لإسرائيل البريطانية وهو اعتقاد تاريخي زائف بأن سكان الجزر البريطانية ينحدرون مباشرة من القبائل العشر المفقودة من العصور القديمة.

## خلفية
بالقرن التاسع عشر كان جزء كبير من حركة إسرائيل البريطانية تتكون من جمعيات محلية أصغر ثم عام 1919 انضم حوالي 80 جمعية مستقلة في جميع أنحاء الجزر البريطانية وأستراليا ونيوزيلندا واتحاد جنوب إفريقيا وكندا والولايات المتحدة إلى الاتحاد العالمي البريطاني الإسرائيلي
كانت الراعي الرئيسي لهذه الحركة كان صاحبة السمو الملكي كونتيسة أثلون وقد حضرت المؤتمر الأول للاتحاد في يوليو 1920 وظلت راعية الاتحاد حتى وفاتها في يناير 1981
كان أحد مؤسسيها روبن سوير، رجل دين في بورتلاند، أوريغون، حيث شارك في إنشاء مجموعة أنجلو-إسرائيلية وقائد جماعة أوريغون كو كلوكس كلان
كانت آراء سوير المتعصبة مؤثرة في تطوير حركة الهوية المسيحية المعادية للسامية من إسرائيل البريطانية المحبة للسامية.
منذ عام 1924، احتفظت المنظمة بمكتب بجوار قصر باكنغهام ولكن عام 2003 نقلت لبيشوب أوكلاند في مقاطعة دورهام

## المعتقدات
تنص الأنجلو-إسرائيلية على أن الأشخاص المنحدرين من أصول أوروبية الغربية ولا سيما أولئك الموجودون في بريطانيا العظمى هم أحفاد مباشرون من قبائل إسرائيل العشر المفقودة. غالبًا ما تتضمن العقيدة مبدأ أن العائلة المالكة البريطانية تنحدر مباشرة من سلالة الملك داود وقد تم دحض هذه المعتقدات بأدلة من الحديث وراثية والأثرية الشعوب البدائية واللغويات ولغوي البحوث